# Stefano Eranio
Stefano Eranio (29. prosince 1966, Janov, Itálie) je bývalý italský záložník, hrající většinou na pravé straně. Vrcholem jeho kariéry mohlo být MS 1994, jenže před turnajem si utrhl Achillovu šlachu.

## Statistika
| Klub         | Sezóna  | Liga   | Liga | Pohár  | Pohár | LM či EL | LM či EL | celkem | celkem |
| Klub         | Sezóna  | zápasy | Goly | zápasy | Goly  | zápasy   | Goly     | zápasy | Goly   |
| ------------ | ------- | ------ | ---- | ------ | ----- | -------- | -------- | ------ | ------ |
| FC Janov     | 1984/85 | 9      | 0    | ?      | ?     | ?        | ?        | ?      | ?      |
| FC Janov     | 1985/86 | 13     | 0    | ?      | ?     | ?        | ?        | ?      | ?      |
| FC Janov     | 1986/87 | 36     | 3    | ?      | ?     | ?        | ?        | ?      | ?      |
| FC Janov     | 1987/88 | 34     | 0    | ?      | ?     | ?        | ?        | ?      | ?      |
| FC Janov     | 1988/89 | 35     | 4    | 4      | 1     | 0        | 0        | 39     | 5      |
| FC Janov     | 1989/90 | 25     | 0    | ?      | ?     | ?        | ?        | ?      | ?      |
| FC Janov     | 1990/91 | 32     | 4    | ?      | ?     | ?        | ?        | ?      | ?      |
| FC Janov     | 1991/92 | 29     | 2    | ?      | ?     | ?        | ?        | ?      | ?      |
| AC Milan     | 1992/93 | 21     | 2    | 7      | 1     | 5        | 1        | 33     | 4      |
| AC Milan     | 1993/94 | 21     | 1    | 2      | 1     | 3        | 0        | 28     | 2      |
| AC Milan     | 1994/95 | 11     | 0    | 0      | 0     | 4        | 0        | 16     | 0      |
| AC Milan     | 1995/96 | 24     | 1    | 2      | 1     | 7        | 2        | 33     | 4      |
| AC Milan     | 1996/97 | 21     | 2    | 4      | 0     | 4        | 0        | 30     | 2      |
| Derby County | 1997/98 | 23     | 5    | ?      | ?     | ?        | ?        | ?      | ?      |
| Derby County | 1998/99 | 25     | 0    | ?      | ?     | ?        | ?        | ?      | ?      |
| Derby County | 1999/00 | 19     | 0    | ?      | ?     | ?        | ?        | ?      | ?      |
| Derby County | 2000/01 | 28     | 2    | ?      | ?     | ?        | ?        | ?      | ?      |
| Derby County | 2001/02 | 0      | 0    | ?      | ?     | ?        | ?        | ?      | ?      |
| Pro Sesto    | 2002    | 2      | 0    | ?      | ?     | ?        | ?        | ?      | ?      |
| Pro Sesto    | 2002/03 | 13     | 1    | ?      | ?     | ?        | ?        | ?      | ?      |
| Pro Sesto    | Celkově | 421    | 27   | ?      | ?     | ?        | ?        | ?      | ?      |

## Úspěchy

### Klubové
- 3× vítěz italské ligy (1992/93, 1993/94, 1995/96)
- 3× vítěz italského superpoháru (1992, 1993, 1994)
- 1× vítěz Ligy mistrů (1993/94)
- 1× vítěz evropského superpoháru (1994)